# Anneau de fer martelé

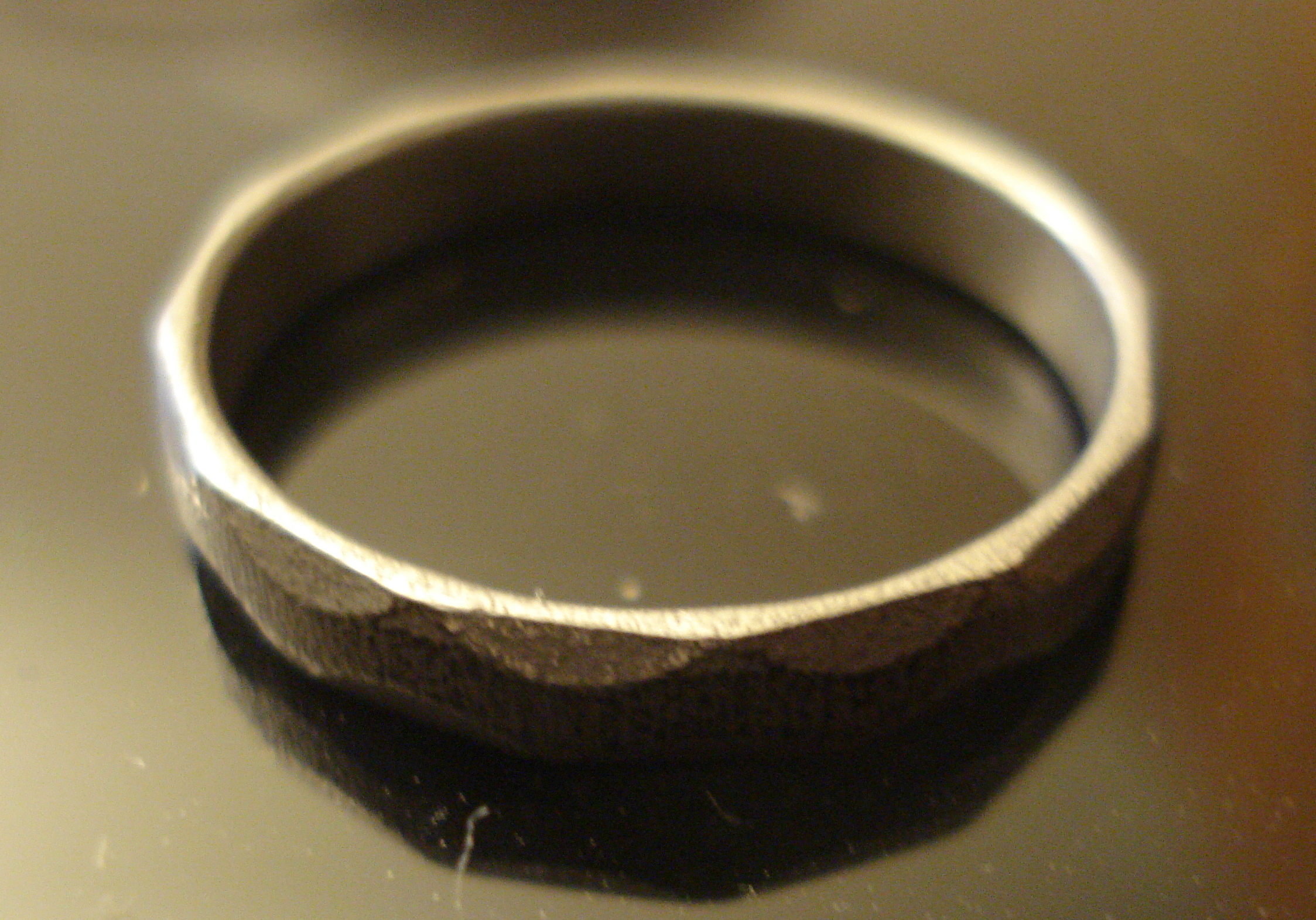
L'anneau de fer, version en fer, en 2005.

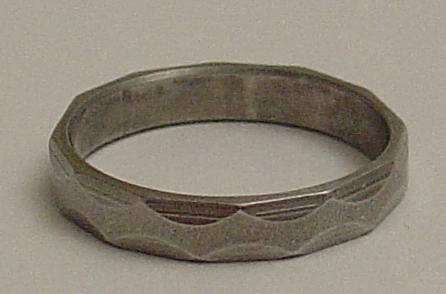
L'anneau de fer, version en acier inoxydable, en 2004.

L'anneau de fer martelé, connu comme l'« Iron Ring » en anglais, est un anneau symbolique porté par plusieurs ingénieurs canadiens. L'anneau est remis lors du rite d'engagement de l'ingénieur et symbolise l'engagement du propriétaire de l'anneau envers sa profession. L'engagement et la possession de l'anneau sont purement volontaires et ne sont d'aucune façon un préalable pour accéder à la profession d'ingénieur au Canada. Il ne confère pas non plus la permission de pratiquer à titre d'ingénieur professionnel. La Société des Sept Gardiens est responsable de l'administration des rites d'engagement de l'ingénieur.
Il se porte par convention sur l'auriculaire de la main utilisée la plus couramment, en particulier la main utilisée pour écrire, ce qui permet de provoquer un son dû à la collision entre la bague et la table au moment de signer en tant qu'ingénieur. Ce son vise à rappeler à l'ingénieur l'engagement solennel qu'il a effectué et qui l'oblige à un comportement professionnel exemplaire.
L'anneau de fer doit être rendu à La Société des Sept Gardiens si l'ingénieur abandonne son serment.

## Matériaux
Une croyance populaire prétend que les premiers anneaux de fer étaient fabriqués à partir d'acier du pont de Québec afin de rappeler ses effondrements en 1907 et 1916. Cette croyance est démentie par la Société des Sept Gardiens.
Les premiers joncs étaient fabriqués en fer martelé jusqu'en 1940 et, depuis, sont fabriqués en acier inoxydable.

## Le rituel d'engagement de l'ingénieur
Le rite d'engagement de l'ingénieur a été créé en 1925. Rudyard Kipling recommanda les symboles d'engagement encore utilisés aujourd'hui, soient un marteau, une enclume et une chaîne tenue en main par ceux qui prononcent l'engagement. La première cérémonie eut lieu à Montréal le 25 avril 1925.
L'anneau est remis obligatoirement lors d'une cérémonie d'engagement administrée par la Société des Sept Gardiens. Durant cette cérémonie, les participants sont exposés aux responsabilités auxquelles ils seront soumis dans leurs futures professions et est présenté l'engagement qu'ils vont effectuer. Comme il l'est décrit dans les mots de la société :

## La Société des Sept Gardiens
La Société des Sept Gardiens inc./The Corporation of the Seven Wardens Inc. est la société responsable de l'administration des rites d'engagements de l'Ingénieur. Comme son nom l'indique, elle est dirigée par sept Gardiens. Cette société a vu le jour en 1922 avec à sa tête les sept présidents sortants de l'Institut canadien des Ingénieurs. Pour en faciliter l'administration, la société est divisée en sections appelées « camp » responsables d'administrer les rituels localement.